# Plagiomnium rostratum

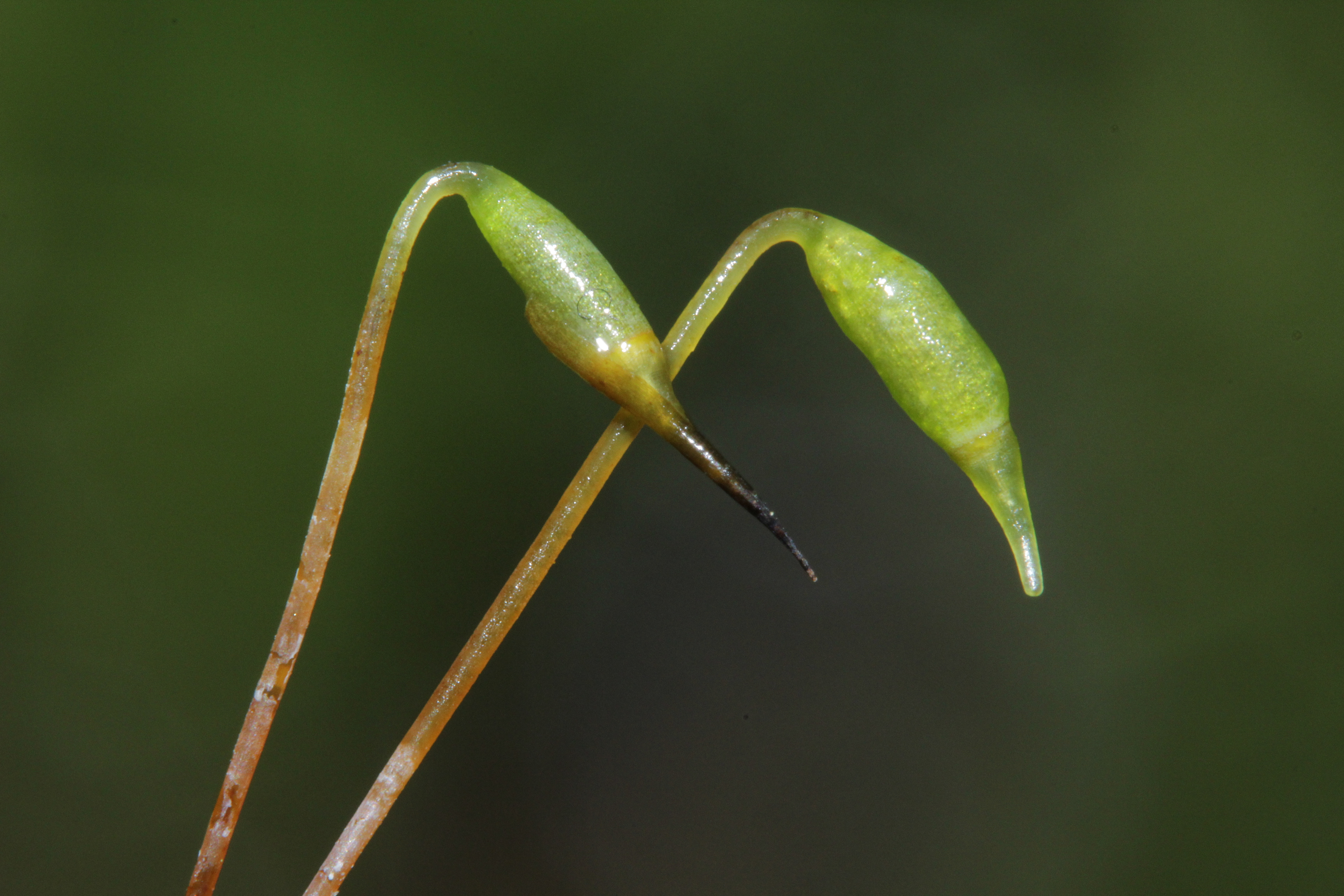
Sporenkapseln

Plagiomnium rostratum (deutsch Geschnäbeltes Kriechsternmoos) ist eine Laubmoosart aus der Familie Mniaceae.

## Merkmale
Plagiomnium rostratum ist aus der Gattung die kleinste Art, nur halb so groß wie das häufige Plagiomnium affine. Es bildet sattgrüne, lockere Rasen. Sterile Pflanzen sind niederliegend, verflacht zweizeilig beblättert und mit den Rhizoiden am Substrat haftend. Fertile Pflanzen sind aufrecht und schopfig beblättert.
Die Blätter sind rundlich eiförmig und bis 5 Millimeter lang, die der fertilen Triebe mehr zungenförmig und bis 6 Millimeter lang. Die Blätter sind oben kurz bespitzt, am Rand mit langgestreckten Zellen gesäumt und gezähnt, die Zähne sind kurz, stumpf, meist einzellig und eher anliegend. Der Blattgrund läuft am Stämmchen nicht oder nur sehr kurz herab. Die Blattrippe endet kurz vor oder in der Blattspitze. Trocken Blätter sind gekräuselt und stark geschrumpft.
Die Blattzellen sind rundlich bis etwas länglich, die Wände und Zellecken stark verdickt und kaum getüpfelt. Die Zellgröße ist 11 bis 33 mal 17 bis 40 (50) Millimeter, wobei die Zellen am Blattrand kleiner und in der Blattmitte größer sind.
Die Geschlechterverteilung ist monözisch. Sporophyten entspringen einzeln oder zu mehreren (bis zu 6) dem Sprösschenende. Die Seta ist 2 bis 4 Zentimeter lang, unten purpurn, oben gelb. Die zylindrische bis lang ellipsoidische Kapsel ist nickend bis hängend, der Kapseldeckel lang geschnäbelt. Sporen sind gelblich-bräunlich, papillös und 18 bis 30 Mikrometer groß.

## Standortansprüche
Die Art ist kalkliebend und wächst an feucht-schattigen Standorten, oft an Bächen und Flüssen, in Wäldern, Wiesen und Hochstaudenfluren. Sie besiedelt humoses Kalkgestein, Kalkfelsen, Sandstein, Mauern und Beton, Erde, weniger oft auch morsches Holz. In den Alpen steigt sie bis auf etwa 2000 Metern Höhe.

## Verbreitung
Plagiomnium rostratum ist kosmopolitisch in den gemäßigten Breiten der Nordhalbkugel weit verbreitet, in Kalkgebieten häufiger, im Flachland seltener.